# Chlorissa hintzi
Chlorissa hintzi là một loài bướm đêm trong họ Geometridae.